# مرايا شمسية

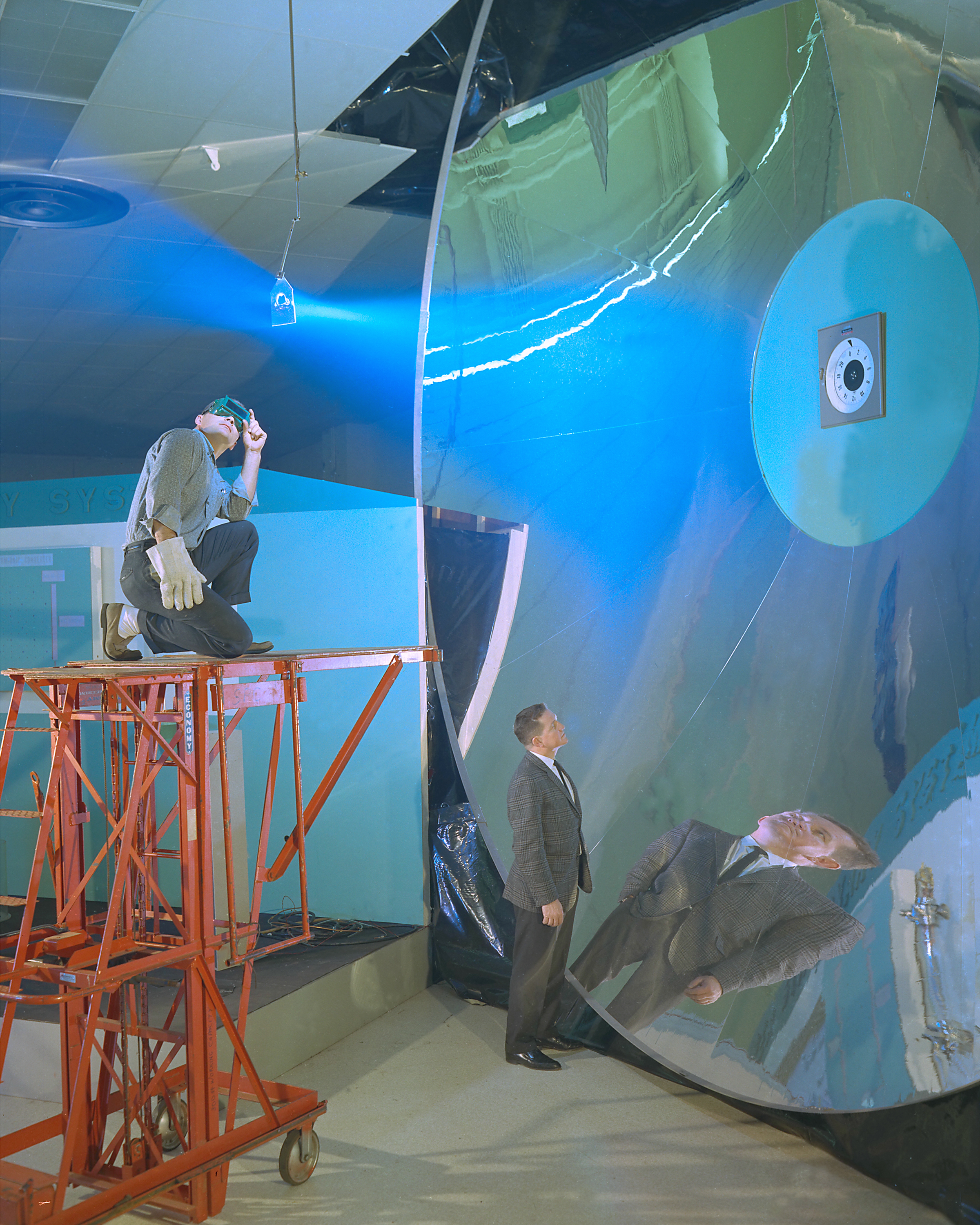

تحتوي المرآة الشمسية على بؤرة  تركيز الطاقة الشمسية عليها، وفي معظم الحالات تكون طبقة متداخلة. قد تكون مرآة مسطحة أو قطع متكافئ من المرايا الشمسية تستخدم لتحقيق عامل انعكاس مُركّز بشكل كبير لأنظمة الطاقة الشمسية.

## المكونات

### البؤرة المعدنية أو الزجاجية
تتكون هذه البؤرة من طبقات ميكانيكية حيث تحمل المرايا على شكل مُعين.
يستخدم الزجاج كطبقة واقية لحماية الطبقات الأخرى من التآكل والتأكسد. على الرغم من أن الزجاج هش، إلا أنه مادة جيدة لهذا الغرض، لأنه شفاف للغاية (خسائر الضوء منخفضة) ومقاوم لأشعة فوق البنفسجية (UV) وصلب (مقاوم للتآكل) وخامل كيميائيًا وسهل التنظيف. حيث إنه يتكون من زجاج مصقول ذو خصائص نقل ضوئية عالية في النطاقات المرئية والأشعة تحت الحمراء، ويتم تكوينه لإرسال الضوء المرئي والإشعاع تحت الأحمر. حيث إنه يعكس السطح العلوي، المعروف باسم «السطح الأول»، بعض الطاقة الشمسية المباشرة، بسبب معامل الانعكاس الناجم عن ارتفاع معامل الانكسار عن الهواء. يتم نقل معظم الطاقة الشمسية من خلال البؤرة الزجاجية إلى الطبقات السفلى من المرآة وهذا يتوقف على زاوية الانتشار عندما يدخل الضوء إلى المرآة.
يمكن أيضًا استخدام البُؤر المعدنية في العواكس الشمسية. على سبيل المثال، استخدم مركز أبحاث جلين التابع لناسا مرايا تشمل سطح عاكس من الألمنيوم على قرص معدني بشكل خلية النحل. كوحدة عاكس أولية لنظام الطاقة المقترح لمحطة الفضاء الدولية. تستخدم إحدى التقنيات ألواح الألمنيوم المركبة العاكسة، حيث تحقق أكثر من 93٪ من الانعكاس ومغلفة بطبقة خاصة لحماية السطح. تحتوي عاكسات معدنية بعض المزايا أكثر من عاكسات الزجاج، لأنها خفيفة الوزن وأقوى من الزجاج وغير مكلفة نسبياً. تعد القدرة على الاحتفاظ بالشكل المكافئ في العاكسات ميزة أخرى، وعادة ما يتم تقليل متطلبات الإطار الفرعي بأكثر من 300٪ ويسمح طلاء السطح العلوي بتحسين الكفاءة.

### الطبقة العاكسة
يتم تصميم الطبقة العاكسة لتعكس أكبر قدر ممكن من الطاقة الشمسية الساقطة على سطح الأرض، وذلك من خلال البؤرة الزجاجية. تشتمل الطبقة على طبقة معدنية رقيقة عاكسة، وعادةً ما تكون إما من الفضة أو الألومنيوم، وفي بعض الأحيان معادن أخرى. بسبب الحساسية للتآكل والتأكسد، وعادة ما تكون الطبقة المعدنية محمية بواسطة الطبقة السفلية (الزجاجية) من الأعلى، ويمكن تغطية الجزء السفلي بطبقة واقية، مثل النحاس أوالطلاء.
على الرغم من استخدام الألومنيوم في المرايا العامة، لا يستخدم الألومنيوم دائما في المرايا الشمسية. حيث يتم استخدام الفضة لأن استخدام الفضة كطبقة عاكسة يعطي كفاءة أعلى للمرايا الشمسية من استخدام الألمونيوم، لأنه المعدن أكثر انعكاسًا. وذلك بسبب عامل الانعكاس في الألومنيوم الموجود منطقة الأشعة فوق البنفسجية من الطيف مما يقلل من مقاومة المرآة للتآكل ويجعلها أكثر عرضة لتأكسد. إضافة طبقة واقية إلى الألومنيوم من شأنه أن يقلل من انعكاسها.

### الطبقة المتداخلة
قد توجد الطبقة المتداخلة على السطح الأول للبؤرة الزجاجية. يمكن استخدامه ليناسب الانعكاسية. قد يكون مصممًا أيضًا لانعكاسية المنتشرة  للأشعة فوق البنفسجية القريبة، وذلك لمنعه من المرور عبر الطبقة الزجاجية. هذا يعزز إلى حد كبير الانعكاس العام للأشعة فوق البنفسجية القريبة من المرآة. قد تكون طبقة التداخل مصنوعة من عدة مواد، اعتمادًا على عامل الانكسار المرغوب، مثل ثاني أكسيد التيتانيوم.

## التطبيقات الحرارية الشمسية
تبلغ شدة الطاقة الحرارية الشمسية الناتجة عن الإشعاع الشمسي على سطح الأرض حوالي 1 كيلو واط لكل متر مربع (0.093 كيلو واط / قدم مربع)، وهي مساحة طبيعية لاتجاه الشمس، تحت ظروف السماء الصافية. عندما تكون الطاقة الشمسية غير مركزة، تكون درجة الحرارة القصوى للمجمع حوالي 80-100 درجة مئوية (176-212 درجة فهرنهايت). هذا مفيد لتسخين الهواء وتسخين المياه. مثال على التطبيقات ذات درجات الحرارة المرتفعة الطهي أو محرك حراري أو مولد التوربين الكهربائي.

### التطبيقات على سطح الأرض
تم بناء أنظمة الطاقة الشمسية الحرارية لإنتاج الطاقة الشمسية المركزة (CSP) التي تستخدم لتوليد الطاقة الكهربائية. حيث يستخدم برج الطاقة الشمسية الكبير سانديا لاب محرك الهواء الساخن (محرك ستيرلينغ) الذي يتم تسخينه بواسطة مركز المرآة الشمسية أو بواسطة الشكل الآخر وهو نظام الحوض الصغير.

### تطبيق الطاقة في الفضاء الخارجي
تم اقتراح أنظمة طاقة «ديناميكية للطاقة الشمسية» لمختلف تطبيقات المركبات الفضائية، بما في ذلك أقمار الطاقة الشمسية، حيث يركز العاكس على ضوء الشمس على محرك حراري مثل نوع دورة برايتون.

## الزيادة الضوئية
الخلايا الكهروضوئية (PV) التي يمكن أن تحول الإشعاع الشمسي مباشرة إلى كهرباء مكلفة للغاية لكل وحدة المساحة. بعض أنواع الخلايا الكهروضوئية، مثل إن زرنيخيد الغاليوم، إذا تم تبريده، فإنه قادر على تحويل ما يصل إلى 1000 مرة من الإشعاع بكفاءة كما هو معتاد من خلال التعرض البسيط لأشعة الشمس المباشرة.
في التجارب التي أجراها سيوانغ يون وفهان جاربوشيان لشركة Amonix Corp تظهر كفاءة تحويل الخلايا الشمسية في السيليكون عند مستويات تركيز أعلى، تتناسب مع لوغاريتم التركيز، شرط أن يكون التبريد الخارجي متاحًا للخلايا الضوئية. وبالمثل، فإن الخلايا متعددة الوصلات عالية الكفاءة تتحسن أيضًا في الأداء بتركيز عالٍ.

### تطبيقات على سطح الأرض
حتى الآن لم يتم إجراء اختبار واسع النطاق على هذا المفهوم. من المفترض أن هذا يرجع إلى أن التكلفة الكبيرة للعاكسات والتبريد بشكل عام ليست مجدية اقتصاديًا.

### تطبيق الطاقة الشمسية في الأقمار الصناعية
من الناحية النظرية، بالنسبة لتصاميم الأقمار الصناعية ذات الطاقة الشمسية الفضائية، فإن المرايا الشمسية يمكن أن تقلل من تكاليف الخلايا الكهروضوئية وتكاليف الإطلاق لأن من المتوقع أن تكون أخف وأرخص من المناطق الكبيرة المكافئة للخلايا الكهروضوئية. تم دراسة عدة خيارات من قبل شركة بوينج. في الشكل 4 الموضح في الصورة «الهندسة المعمارية 4. GEO Harris Wheel»، يصف المؤلفون نظامًا من المرايا الشمسية المستخدمة لزيادة قوة بعض مُجمعات الطاقة الشمسية القريبة، والتي تنتقل منها الطاقة بعد ذلك إلى محطات الاستقبال على الأرض.

## عاكسات الفضاء للإضاءة الليلية
اقتراح آخر لمفهوم الفضاء المتقدم هو فكرة عاكسات الفضاء التي تعكس ضوء الشمس على البقع الصغيرة على الجانب الليلي من الأرض لتوفير إضاءة ليلية. كان الداعم الأكبر لهذا المفهوم هو الدكتور كرافت أرنولد إريكك، الذي كتب عن أنظمة تسمى "Lunetta" و "Soletta" و "Biosoletta" و"Powersoletta".
أجرت روسيا سلسلة أولية من التجارب تدعى ("Znamya ("Banner ، وذلك باستخدام نماذج أولية للشراع شمسي تم إعادة تركيبه كمرايا. حيث كان Znamya-1 اختبار الأرض. تم إطلاق Znamya-2 على متن مهمة إعادة تزويد Progress M-15 إلى المحطة الفضائية Mir في 27 أكتوبر 1992. بعد أن تم إزالته من Mir حيث تم إحراز تقدم في العاكس. فقد نجحت هذه المهمة في  تحسين المرايا الشمسية، رغم أنها لم تضيء الأرض. ولكن فشلت الرحلة القادمة Znamya-2.5إما Znamya-3 فلم يتم أطلاقه. 